# Рутенийгексаалюминий
Рутенийгексаалюминий — бинарное неорганическое соединение
рутения и алюминия
с формулой Al6Ru,
кристаллы.

## Получение
- Сплавление стехиометрических количеств чистых веществ:

{\displaystyle {\mathsf {6Al+Ru\ {\xrightarrow {723^{o}C}}\ Al_{6}Ru}}}

## Физические свойства
Рутенийгексаалюминий образует кристаллы
ромбической сингонии, пространственная группа C mcm, параметры ячейки a = 0,7489 нм, b = 0,6556 нм, c = 0,8961 нм, Z = 4,
структура типа марганецгексаалюминия Al6Mn
.
Соединение образуется по перитектической реакции при температуре 723 °C.